# Palotada
Palotada är en ort i Mexiko.   Den ligger i kommunen San Pedro Pochutla och delstaten Oaxaca, i den sydöstra delen av landet, 500 km sydost om huvudstaden Mexico City. Palotada ligger 170 meter över havet och antalet invånare är 329.
Terrängen runt Palotada är lite kuperad.  Närmaste större samhälle är San Pedro Pochutla, 13,8 km väster om Palotada. 